# Escola Municipal Joaquim Ruyra
Escola Municipal Joaquim Ruyra és una obra del municipi de Blanes (Selva) inclosa en l'Inventari del Patrimoni Arquitectònic de Catalunya.

## Descripció
Es tracta d'un conjunt d'edificis modificats i ampliats successivament sobre el projecte de Folguera. Malgrat les reformes, la planta baixa encara conserva l'estructura original. Aquesta era formada per dos cossos o pavellons, un d'una planta i un altre de dues, construïts un després de l'altre. L'edifici es caracteritzava per les àmplies finestres i pels esgrafiats decoratius de marcs i cantonades. L'edifici actual ha augmentat les plantes i s'ha ampliat recentment.

## Història
La construcció de les primeres escoles públiques de Blanes es va dur a terme des de 1916 fins a 1928. Després de diversos conflictes entre sectors polítics locals, el 1924 començaven les obres del primer edifici, ampliat a més alumnes el 1928. Un primer projecte de Lluís Planas fou canviat pel de Francesc Folguera.